# Trichomanes ribae
Trichomanes ribae là một loài thực vật có mạch trong họ Hymenophyllaceae. Loài này được L. Pacheco mô tả khoa học đầu tiên năm 2002.